# Kong Saul
Kong Saul var af Benjamins stamme den første konge i Israel. Han regerede fra omkring 1040 f.Kr. til 1010 f.Kr. Første Samuelsbog beretter om hvordan profeten Samuel udvalgte Saul til konge. Tidligere havde landet været regeret af skiftende dommere, men pga. folkets ønske om en konge gav Gud folket lov til at indsætte en konge. Samtidig advarede Gud folket om, hvor stor en sorg det samtidig ville blive.
Sauls søn hed Jonatan, men efterfulgte ham ikke på tronen, da Gud udvalgte hyrdedrengen David i stedet. Saul afskyede David og forfulgte ham flere gange på livet. På trods af dette skånede David Sauls liv to gange.
Efter kong Sauls selvmord efterfulgte David ham på tronen.